# Safinaz Kazem
Safinaz Kazem, cũng còn được viết là Safynaz Kazem (tiếng Ả Rập Ai Cập: صفيناز اظم, sinh ngày 17 tháng 8 năm 1937 tại Alexandria), là một tác giả và nhà phê bình văn học người Ai Cập.
Sau khi lấy bằng Cử nhân Nghệ thuật báo chí của Đại học Cairo năm 1959, cô đã viết nhiều bài báo.
Safinaz Kazem bắt đầu được đào tạo như một nhà báo tại tờ báo Akhbar El Yom vào tháng 11 năm 1955, khi còn là sinh viên Khoa Nghệ thuật, Đại học Cairo. Sau đó, bà làm việc tại các tạp chí Akher Saa và Al-Geel Al-Gadeed, sau đó cô chuyển đến Nhà xuất bản Al-Helal với tư cách là nhà văn và nhà phê bình sân khấu cho các tạp chí Al-Musawar, Al-Helal và Al-Kawakeb.
Hiện tại, bà đóng góp cho Almasry Alyoum của Ai Cập. và tờ báo hàng ngày của Saudi Asharq Al-Awsat.
Vào ngày 24 Tháng Tám 1972, Safinaz Kazem cưới nhà thơ nổi tiếng trong tiếng địa phương Ahmed Fouad Negm và con gái duy nhất của họ, Nawara, được sinh ra trong tháng 10 năm 1973, trong chiến tranh tháng mười. Kazem và Negm ly dị vào tháng 7 năm 1976.

## Kinh nghiệm ở Iraq
Sau khi bị chế độ Sadat quấy rối, điều mà bà từng chỉ trích, Safinaz Kazem đã tới Iraq và gia nhập đội ngũ của Khoa Nghệ thuật của Đại học Al-Mustansiriya ở Baghdad với tư cách là một giảng viên kịch (1975,191980). Sau đó, bà đã ghi lại những kinh nghiệm của mình dưới chế độ Saddam và 'sự tàn bạo' của nó đối với người dân Iraq trong một cuốn sách gây tranh cãi mà bà đã xuất bản ở Luân Đôn dưới tựa Nhật ký Bagdad (tiếng Ả Rập: يوميات بغداد) vào năm 1982.

## Bài viết của bà
- Romantikeyyat ('Romantics'; tiếng Ả Rập: Hình ảnh), Nhà xuất bản Al-Helal, 1970.
- Yawmeyyat Bagdad ('Nhật ký Bagdad'; tiếng Ả Rập: يوميات بغداد)).
- Talabeeb Al-Ketaba (tiếng Ả Rập: تلابيب الك
- Al-Khade'aa An-Nassereyya ('Thủ thuật Nasserist '; tiếng Ả Rập: Tiếng Ả Rập: Tiếng Ả Rập).
- Fi Mas'alat As-Sofour wal-Hijab ('Trên Sofour và Hijab; tiếng Ả Rập: في مسألة السفور والحجاب).
- Ro'aa wa Zaat (tiếng Ả Rập: hình ảnh).
- Al-Hakika wa Ghaseel Al-Mokh ('Sự kiện và tẩy não'; tiếng Ả Rập: الية وغسيل المخ).
- Đàn ông Malaff Masrah As-Setteeneyyat (tiếng Ả Rập: من ملف مسرح الستينيات).
- Masrah Al-Masraheyyeen (tiếng Ả Rập: مسرح المسرحيين).
- Đàn ông Daftar Al-Molahazaat (tiếng Ả Rập: من النتر الملامات).
- Một Al-Hobb wal-Horreyya ('On Love and Liberty; Ả Rập: عن العب والحرية).
- Taxi El-Kalam (tiếng Ả Rập: تككيي الي
- San'et Latafa (tiếng Ả Rập: صصع طط ط
- Soorat Saddam (tiếng Ả Rập: صورة صدام).
- Resaleyyat fi Al-Bayt An- Nabawy (tiếng Ả Rập: ngày hôm nay).